# صموئيل فابريس
صموئيل فابريس هو لاعب كرة قدم بلجيكي في مركز الوسط، ولد في 30 يناير 1991 في Sambreville ‏ في بلجيكا. لعب مع نادي رويال شارلروا.

## وصلات خارجية
- صموئيل فابريس على موقع قاعدة بيانات كرة القدم.إي يو (الإنجليزية)
- صموئيل فابريس على موقع Soccerway.com (الإنجليزية)